# UPW Heavyweight Championship (Ultimate Pro Wrestling)
Lo Ultimate Pro Wrestling Heavyweight Championship è il titolo più importante difeso nella Ultimate Pro Wrestling, federazione di wrestling statunitense. Fu creato nel 1999.

## Albo d'oro
| Wrestler | Regni | Data             | Località         | Note                                                            |
| --- | ----- | ---------------- | ---------------- | --------------------------------------------------------------- |
| Sylvester Terkay | 1     | febbraio 1999    | Mission Viejo    | Vincendo una battle royal                                       |
| Aaron Baker | 1     | 1999             | Huntington Beach |                                                                 |
| Mike Bell | 1     | novembre 1999    |                  |                                                                 |
| Bell fu privato del titolo da rick Bassman, proprietario della federazione, il 9 gennaio 2000                               |       |                  |                  |                                                                 |
| Bad Boy Basil | 1     | 27 gennaio 2000  | Santa Ana        | Sconfiggendo J.D. Dempsey nella finale di un torneo             |
| Smelly | 1     | 29 marzo 2000    | Santa Ana        |                                                                 |
| The Prototype | 1     | 27 aprile 2000   | Santa Ana        |                                                                 |
| Smelly | 2     | 24 maggio 2000   | Santa Ana        |                                                                 |
| Staz | 1     | 23 agosto 2000   | Santa Ana        |                                                                 |
| Christopher Daniels | 1     | 12 ottobre 2000  | Costa Mesa       |                                                                 |
| Samoa Joe | 1     | 14 marzo 2001    | Santa Ana        |                                                                 |
| Mikey Henderson | 1     | 27 novembre 2001 | Hollywood        |                                                                 |
| Henderson fu privato del titolo il 13 marzo 2002 per un no-show a Santa Ana                                                 |       |                  |                  |                                                                 |
| Christopher Daniels | 2     | 13 marzo 2001    | Santa Ana        | Sconfiggendo Frankie Kazarian e Samoa Joe in un three-way match |
| Tom Howard | 1     | 8 maggio 2002    | Santa Ana        | Howard unificò il titolo con lo UPW Shoot Championship          |
| Howard fu privato del titolo il 26 giugno 2003 dal commissioner Pete Doyle per non averlo difeso in un periodo di 90 giorni |       |                  |                  |                                                                 |
| Adam Pearce | 1     | 11 luglio 2003   | Anaheim          | Sconfiggendo Chris Mordetsky nella finale di un torneo          |
| Tom Howard | 2     | 22 ottobre 2003  | Santa Ana        |                                                                 |